# Федоры (Брестская область)
Федо́ры (бел. Фядо́ры, пол. Fedory, Chwedory) — агрогородок в Столинском районе Брестской области Беларуси. Административный центр Федорского сельсовета.

## География
Агрогородок расположен в 33 км на запад от Столина и в 210 км на восток от Бреста. Через агрогородок проходят автодороги Р-6 и Н-224.

### Гидрография
В 3,3 км на северо-запад от агрогородка расположено старичное озеро Демяне.

## История
Деревня известна с 1524 года, первое упоминание Федор в привилее королевы Боны как собственности шляхтича Богдана Велятицкого. До 1793 года в составе Речи Посполитой. С 1793 по 1917 — в Российской Империи. 1921-1939 в составе Польши, с 1939 в БССР.
В 1880 году деревня упоминается в справочнике Королевства Польского как "деревня, Пинский повет, в 3-м полицейском округе, гмина Рачицк, имеет 116 жителей; имение до недавнего времени принадлежало Скирмунтам, теперь — государственное табулярное владение барона Хартынга."
В 1960-м учёный из Пинска Вячеслав Веренич посещал Федоры в рамках экспедиции по изучению диалектов. Федоры упоминаются в одном из его блокнотов.
В 2011 году деревня Федоры преобразована в агрогородок.

## Население

### Численность
- 2019 год — 887 человек

### Динамика
- 1880 год — 116 человек
- 1999 год — 1 238 человек (перепись населения)
- 2009 год — 1 049 человек (перепись населения)
- 2019 год — 887 человек (перепись населения)

## Культура
- Дом культуры
- Музей

## Достопримечательность
- Поселение. На западной окраине деревни, на невысокой песчаной возвышенности на террасе правого берега реки Стыр. Размер 50 на 100 метров. Выявил и обследовал в 1987 году А. А. Егорейченко. На песчаных раздувах встречается лепная гладкостенная керамика милоградской культуры, а также гончарная сероглиняная керамика XVI—XVIII веков.
- Братская могила советских воинов. Похоронены 146 воинов, погибших при освобождении деревни от немецко-фашистских захватчиков в 1944 году. В 1971 году установлен памятник — скульптура воина[4].  Историко-культурная ценность Республики Беларусь, шифр 113Д000703.
- Часовня в честь Успения Пресвятой Богородицы.
- Православная церковь в честь иконы Божией Матери «Неопалимая Купина». Расположен у дороги Пинск-Столин.
- Крест.

## Галерея
- Успенская часовня
- Православная церковь
- Крест